# Campeonato da Região Sul-Fronteira de 2015
O Campeonato da Região Sul-Fronteira de 2015, ou Campeonato Valmir Louruz - Região Sul é a terceira edição da competição. A competição é realizada no segundo semestre e envolve clubes de futebol profissional oriundos da Metade Sul do Estado. Ocorre de forma paralela aos Campeonatos Regionais das regiões Metropolitana e Serrana,  já que os campeões de cada região disputarão em novembro a Super Copa Gaúcha de 2015.

## Fórmula de Disputa
O Campeonato da Região Sul-Fronteira de 2015 será disputado em duas fases, sendo:
1ª Fase – Fase Classificatória: Todos contra todos, totalizando 10 rodadas
2ª Fase – Semifinais: Joga o 1º contra o 4º e o 2º contra o 3º em dois jogos.
3ª Fase - Finais: Os vencedores das semifinais se enfrentam.
O campeão se classifica para a Super Copa Gaúcha de 2015

## Participantes em 2015
| - Farroupilha - Internacional - Lajeadense - Pelotas - São José-RS |

## Classificatória
| Pos | Times         | Pts | J | V | E | D | GP | GC | SG  |
| --- | ------------- | --- | - | - | - | - | -- | -- | --- |
| 1   | São José-RS   | 15  | 8 | 4 | 3 | 1 | 11 | 4  | +7  |
| 2   | Internacional | 14  | 8 | 4 | 2 | 2 | 12 | 9  | +3  |
| 3   | Pelotas       | 12  | 8 | 3 | 3 | 2 | 14 | 9  | +5  |
| 4   | Lajeadense    | 9   | 8 | 2 | 3 | 3 | 9  | 12 | -3  |
| 5   | Farroupilha   | 3   | 8 | 0 | 3 | 5 | 8  | 20 | -12 |

|               | FAR   | INT   | LAJ   | PEL   | SJO   |
| ------------- | ----- | ----- | ----- | ----- | ----- |
| Farroupilha   | —     | 0 - 3 | 2 - 2 | 0 - 3 | 1 - 1 |
| Internacional | 3 - 3 | —     | 2 - 1 | 2 - 1 | 0 - 2 |
| Lajeadense    | 3 - 1 | 1 - 0 | —     | 1 - 1 | 1 - 3 |
| Pelotas       | 4 - 1 | 1 - 1 | 3 - 0 | —     | 1 - 1 |
| São José-RS   | 1 - 0 | 0 - 1 | 0 - 0 | 3 - 0 | —     |

### Rodadas

#### 1ª Rodada
| 31 de julho | Pelotas         | 1 - 1          | Internacional  | Boca do Lobo, Pelotas                                                         |
| 19:30       | Leo Mineiro 62' | Súmula Borderô | 24' Bruno Baio | Público: 1 183 Renda: R$ 12 200,00 Árbitro: RS Lucas Guimarães Rechatiko Horn |

|                | 1  | Igor           |     |     |
|                | 2  | João Paulo     | 59' |     |
|                | 3  | Stevys         | 85' |     |
|                | 4  | Eduardo Praes  |     | 69' |
|                | 5  | Arthur         | 91' |     |
|                | 6  | Vinícius       |     |     |
|                | 7  | Mateus         |     |     |
|                | 8  | Jô             |     | 45' |
|                | 9  | Léo Mineiro    |     |     |
|                | 10 | Bruno          |     | 76' |
|                | 11 | Gilian         | 8'  | 63' |
| Substituições: |    |                |     |     |
|                | 12 | Júlio Cesar    |     |     |
|                | 13 | Gabriel        |     |     |
|                | 14 | Itaqui         |     |     |
|                | 15 | Vinícius Golas |     | 76' |
|                | 16 | Carlos Gato    |     |     |
|                | 17 | Giovane        |     | 63' |
|                | 18 | Adilson Bahia  |     | 45' |
| Treinador:     |    |                |     |     |
| Paulo Porto    |    |                |     |     |

|                    | 1  | Keiller      |     |     |
|                    | 2  | Marcos       |     | 89' |
|                    | 3  | Yonathan     |     |     |
|                    | 4  | Romário      | 13' |     |
|                    | 5  | Silva        |     |     |
|                    | 6  | Ebert        | 35' |     |
|                    | 7  | Marcio       |     | 80' |
|                    | 8  | Lucas        |     | 73' |
|                    | 9  | Bruno Baio   |     |     |
|                    | 10 | Gustavo      |     | 85' |
|                    | 11 | Alex         | 45' | 66' |
| Substituições:     |    |              |     |     |
|                    | 12 | Igor         |     |     |
|                    | 13 | Léo Camilo   |     | 89' |
|                    | 14 | Matheus      |     |     |
|                    | 15 | Ben-Hur      |     | 73' |
|                    | 16 | Jair         |     | 85' |
|                    | 17 | Alex Santana | 85' | 80' |
|                    | 18 | Ariel        |     | 66' |
| Treinador:         |    |              |     |     |
| Ricardo Colbachini |    |              |     |     |

| 2 de agosto | São José-RS | 1 - 0          | Farroupilha | Passo D'Areia, Porto Alegre                                    |
| 15:00       | Prusch 17'  | Súmula Borderô |             | Público: 28 Renda: R$ 340,00 Árbitro: RS Daniel Santos Noronha |

#### 2ª Rodada
| 8 de agosto | Lajeadense | 1 - 0          | Internacional | Edmundo Feix, Venâncio Aires                                    |
| 11:00       | Alan 53'   | Súmula Borderô |               | Público: 14 Renda: R$ 190,00 Árbitro: RS Lucas Matheus da Silva |

| 9 de agosto | Pelotas                                                            | 4 - 1          | Farroupilha | Boca do Lobo, Pelotas                                             |
| 15:30       | Eduardo Praes 17' · Léo Mineiro 20' · Giovane 62' · João Paulo 81' | Súmula Borderô | 42' Roiter  | Público: 1 061 Renda: R$ 11 140,00 Árbitro: RS Tiago Lemos Clasen |

#### 3ª Rodada
| 15 de agosto | São José-RS                             | 3 - 0          | Pelotas | Passo D'Areia, Porto Alegre                                          |
| 15:00        | Jean 32' · Guilherme 35' · Heliardo 37' | Súmula Borderô |         | Público: 19 Renda: R$ 290,00 Árbitro: RS Douglas Schwengber da Silva |

| 15 de agosto | Farroupilha                      | 2 - 2          | Lajeadense             | Boca do Lobo, Pelotas                                          |
| 15:00        | Roiter 27' · William Ribeiro 48' | Súmula Borderô | 13' Batista · 58' Alan | Público: 59 Renda: R$ 640,00 Árbitro: RS Francisco Soares Dias |

#### 4ª Rodada
| 22 de agosto | Internacional                            | 3 - 3          | Farroupilha                                   | Morada dos Quero-Queros, Alvorada                                   |
| 15:00        | Gustavo 25' · Junio 32' · Bruno Baio 62' | Súmula Borderô | 27' William Ribeiro · 49' Kennedy · 74' Elias | Público: 0 Renda: R$ 0,00 Árbitro: RS Jonathan Benkenstein Pinheiro |

| 23 de agosto | Lajeadense  | 1 - 3          | São José-RS                           | Alviazul, Lajeado                                         |
| 16:00        | Batista 24' | Súmula Borderô | 22' Heliardo · 71' Alberto · 81' Luis | Público: 0 Renda: R$ 0,00 Árbitro: RS Leandro José Alflen |

#### 5ª Rodada
| 29 de agosto | São José-RS | 0 - 1  | Internacional    | Passo D'Areia, Porto Alegre          |
| 15:00        |             | Súmula | 89' Alex Santana | Árbitro: RS Alessandro Vanni Mocelin |

| 29 de agosto | Pelotas                              | 3 - 0  | Lajeadense | Boca do Lobo, Pelotas     |
| 19:00        | Léo Mineiro 8' · Mikael 73' · Jô 85' | Súmula |            | Árbitro: RS Tiago Staduto |

#### 6ª Rodada
| 5 de setembro | Farroupilha  | 1 - 1          | São José-RS  | Nicolau Fico, Pelotas                                             |
| 15:00         | Vinícius 49' | Súmula Borderô | 21' Castilho | Público: 118 Renda: R$ 1 380,00 Árbitro: RS Geovane Luis da Silva |

| 5 de setembro | Internacional                     | 2 - 1  | Pelotas     | Morada dos Quero-Queros, Alvorada |
| 15:00         | Alex Santana 68' · Bruno Baio 81' | Súmula | 11' Giovani | Árbitro: RS Daniel Aloysius Soder |

#### 7ª Rodada
| 12 de setembro | Internacional                     | 2 - 1  | Lajeadense | Morada dos Quero-Queros, Alvorada          |
| 11:00          | Alex Santana 28' · Bruno Baio 83' | Súmula | 24' Urnau  | Árbitro: RS Lucas Guimarães Rechatiko Horn |

| 13 de setembro | Farroupilha | 0 - 3  | Pelotas                            | Nicolau Fico, Pelotas   |
| 15:00          |             | Súmula | Adilson Bahia 15' 66' · Stevys 48' | Árbitro: RS Maicon Zuge |

#### 8ª Rodada
| 19 de setembro | Lajeadense                                      | 3 - 1  | Farroupilha | Alviazul, Lajeado         |
| 15:00          | Reinaldo 12' · Cleiton 59' · Alair 64' (contra) | Súmula | 89' Maike   | Árbitro: RS Márcio Coruja |

| 21 de setembro | Pelotas | 1 - 1          | São José-RS  | Boca do Lobo, Pelotas                                             |
| 20:15          | Jô 21'  | Súmula Borderô | 45' Castilho | Público: 467 Renda: R$ 4 930,00 Árbitro: RS Francisco Soares Dias |

#### 9ª Rodada
| 26 de setembro | São José-RS | 0 - 0  | Lajeadense | Passo D'Areia, Porto Alegre             |
| 15:00          |             | Súmula |            | Árbitro: RS Anderson da Silveira Farias |

| 1 de outubro | Farroupilha | 0 - 3          | Internacional                  | Nicolau Fico, Pelotas                                          |
| 15:00        |             | Súmula Borderô | 21' Jair · 53' 71' Bruno Sabiá | Público: 35 Renda: R$ 400,00 Árbitro: RS Marcelo Machado Lemos |

#### 10ª Rodada
| 4 de outubro | Lajeadense | 1 - 1          | Pelotas    | Alviazul, Lajeado                                                 |
| 15:00        | Urnau 36'  | Súmula Borderô | 6' Giovani | Público: 17 Renda: R$ 170,00 Árbitro: RS Vinicius Gomes do Amaral |

| 4 de outubro | Internacional | 0 - 2          | São José-RS      | Morada dos Quero-Queros, Alvorada                     |
| 15:00        |               | Súmula Borderô | 30' 51' Heliardo | Público: 0 Renda: R$ 0,00 Árbitro: RS Peterson Regert |

## Fase Final
|  | Semifinais    | Semifinais    | Semifinais | Semifinais |   |             | Final | Final | Final | Final |
|  |               |               |            |            |   |             |       |       |       |       |
|  | São José-RS   | 1             | 1          | 2 (2)      |   |             |       |       |       |       |
|  | Lajeadense    | 1             | 1          | 2 (1)      |   |             |       |       |       |       |
|  | Lajeadense    | 1             | 1          | 2 (1)      |   | São José-RS | 2     | 1     | 3     |       |
|  |               |               |            |            |   | São José-RS | 2     | 1     | 3     |       |
|  |               | Internacional | 0          | 1          | 1 |             |       |       |       |       |
|  | Internacional | Internacional | 0          | 1          | 1 | 2           | 0     | 2     |       |       |
|  | Internacional |               |            |            |   | 2           | 0     | 2     |       |       |
|  | Pelotas       | 1             | 0          | 1          |   |             |       |       |       |       |

### Semifinais
| 10 de outubro | Lajeadense | 1 - 1          | São José-RS | Alviazul, Lajeado                                                    |
| 15:00         | Lucas 4'   | Súmula Borderô | 20' Luis    | Público: 18 Renda: R$ 180,00 Árbitro: RS Douglas Schwengber da Silva |

| 11 de outubro | Pelotas         | 1 - 2          | Internacional                  | Boca do Lobo, Pelotas                                                |
| 16:00         | Léo Mineiro 75' | Súmula Borderô | 41' Alex Santana · 46' Gustavo | Público: 585 Renda: R$ 6 000,00 Árbitro: RS Alessandro Vanni Mocelin |

| 17 de outubro | São José-RS | 1 (2) - (1) 1 | Lajeadense | Estádio Passo D'Areia, Porto Alegre        |
| 15:00         | Luis 23'    | Súmula        | 11' Lucas  | Árbitro: RS Lucas Guimarães Rechatiko Horn |

|                               |       | Penalidades                           |  |
| Alberto Rafinha Castilho Jean | 2 – 1 | Cleiton Michel Batista Higor Reinaldo |  |

| 17 de outubro | Internacional | 0 - 0  | Pelotas | Estádio do Vale, Novo Hamburgo          |
| 15:00         |               | Súmula |         | Árbitro: RS Anderson da Silveira Farias |

### Finais
| A definir | São José-RS | 2 - 0 | Internacional | Estádio Passo D'Areia, Porto Alegre |
|           |             |       |               | Árbitro: RS                         |

| A definir | Internacional | 1 - 1 | São José-RS | Estádio Beira-Rio, Porto Alegre |
|           |               |       |             | Árbitro: RS                     |

## Campeão
| Campeonato Valmir Louruz - Região Sul |
| ------------------------------------- |
| São José-RS Campeão (1º título)       |

## Dados disciplinares
| Equipe        | Jogos | Penalizado com cartão amarelo | Penalizado · Penalizado · Expulso | Expulso | RFP |
| ------------- | ----- | ----------------------------- | --------------------------------- | ------- | --- |
| Farroupilha   | 10    | 23                            | 0                                 | 3       | 3º  |
| Internacional | 12    | 41                            | 3                                 | 0       | 5º  |
| Lajeadense    | 12    | 31                            | 0                                 | 1       | 2º  |
| Pelotas       | 12    | 35                            | 3                                 | 1       | 4º  |
| São José-RS   | 12    | 26                            | 0                                 | 2       | 1º  |

## Artilharia
Atualizado após a rodada de volta das semifinais.
4 gols
- Bruno Baio (Internacional)
- Alex Santana (Internacional)
- Heliardo (São José-RS)
- Leo Mineiro (Pelotas)

3 gols
- Luis (São José-RS)

2 gols
| - Bruno Sabiá (Internacional) - Gustavo (Internacional) - Castilho (São José-RS) - Alan (Lajeadense) - Batista (Lajeadense) - Lucas (Lajeadense) | - Urnau (Lajeadense) - Adilson Bahia (Pelotas) - Giovani (Pelotas) - Jô (Pelotas) - Roiter (Farroupilha) - William Ribeiro (Farroupilha) |  |

1 gol
| - Jair (Internacional) - Junio (Internacional) - Alberto (São José-RS) - Guilherme (São José-RS) - Jean (São José-RS) - Prusch (São José-RS) | - Alair (Lajeadense) - Cleiton (Lajeadense) - Reinaldo (Lajeadense) - Eduardo Praes (Pelotas) - Giovane (Pelotas) - João Paulo (Pelotas) | - Mikael (Pelotas) - Stevys (Pelotas) - Elias (Farroupilha) - Kennedy (Farroupilha) - Maike (Farroupilha) - Vinicius (Farroupilha) |